# Saint-Laurent-des-Bois (Eure)
Saint-Laurent-des-Bois é uma comuna francesa na região administrativa da Normandia, no departamento de Eure. Estende-se por uma área de 3,35 km². Em 2010 a comuna tinha 252 habitantes (densidade: 75,2 hab./km²).